# Metapán
Metapán è un comune del dipartimento di Santa Ana, in El Salvador.